# Geroboamo
Geroboamo (in ebraico יָרָבְעָם‎?, yorov`am; in greco Ιεροβοάμ?; in latino Jeroboam) (fl. X secolo a.C.) fu il primo re del regno di Israele, separato da quello di Giuda dopo la morte di re Salomone.
Apparteneva alla tribù di Efraim ed era figlio di Nebat di Zereda e di Zerua. Regnò dal 930 al 909 a.C.
Fu inizialmente servo di re Salomone, contro il quale si ribellò per poi rifugiarsi in Egitto, accolto dal faraone Shishak. Alla morte di Salomone, rientrò in Israele, dove divenne sovrano di dieci delle dodici tribù israelitiche. Con esse, formò il regno settentrionale di Israele; le tribù di Giuda e di Beniamino rimasero invece fedeli alla stirpe di Davide.

## Figli
Geroboamo ebbe almeno due figli:
- Abia, del quale la Bibbia narra la morte[3]
- Nadab, che gli succedette sul trono[4]

## Geroboamo nell'Antico Testamento
L'Antico Testamento narra che a Geroboamo fu profetizzato il destino di re della parte di Israele che si sarebbe staccata dal Regno unificato di Giuda e Israele da Aia. Questo fatto, una volta risaputo, avrebbe destato l'ostilità verso Geroboamo da parte di Salomone che, dice la Bibbia, da quel momento cercò di eliminarlo, provocandone la fuga presso il faraone.
Tuttavia Geroboamo non rispettò le condizioni poste dal Signore, facendo installare in Betel ed in Dan (le estremità sud e nord del nuovo regno: in esse vi erano già dei santuari) due vitelli d'oro per la loro adorazione, scegliendo inoltre sacerdoti che non appartenevano alla tribù di Levi. Il comportamento di Geroboamo fu aspramente contestato dal profeta Achia, che gli pronosticò, per tramite della moglie, la morte del figlio Abia e la futura rovina per il suo regno.

## Il peccato di Geroboamo
Geroboamo divenne nella Bibbia ebraica, in particolare nel primo e secondo Libro dei Re, l'esempio cui fanno riferimento i vari cronisti nell'esemplificare il comportamento negativo di quasi tutti i re di Israele, fino all'estinzione del regno. Il cronista, nello stigmatizzare il comportamento del re di cui descrive le gesta, si esprime con frasi del tipo «Camminò per la via di Geroboamo», oppure «Non si ritrasse dai peccati di Geroboamo, figlio di Nabat» e simili. Ecco un elenco di queste menzioni al peccato di Geroboamo.

### Primo Libro dei Re
- Nadab: 15,26[9]
- Baasha: 15,34[10]
- Zimri: 16,19[11]
- Omri: 16,26[12]
- Acab: 16,31[13]
- Acazia: 22,53[14]

### Secondo Libro dei Re
- Ioram: 3,3[15]
- Jehu: 10,31[16]
- Ioacaz: 13,2[17]
- Ioas: 13,11[18]
- Geroboamo II: 14,24[19]
- Zaccaria: 15,9[20]
- Menachem: 15,18[21]
- Pekachia: 15,24[22]
- Pekach: 15,28[23]

Una spiegazione riassuntiva della rovina del regno di Israele è contenuta nel Secondo Libro dei Re, 17.7-23.